# 3つの日本の抒情詩
『3つの日本の抒情詩』（みっつのにほんのじょじょうし、ロシア語: Три стихотворения из японской лирики、フランス語: 3 Poésies de la lyrique japonaise）は、イーゴリ・ストラヴィンスキーによって1912年から1913年にかけて作曲されたロシア語歌曲集。
『春の祭典』とほぼ同時期に書かれ、音楽には共通する特徴も多い。また、アルノルト・シェーンベルクの『月に憑かれたピエロ』の影響も見られる。
歌詞はA・ブラントによってロシア語に翻訳された和歌集『日本の抒情詩』(Японская лирика、1912) による。この詩集は日本語から直接翻訳されたわけではなく、ハンス・ベートゲおよびカール・フローレンツによるドイツ語訳からの重訳である。なお、同じブラント訳にもとづいて、のちにショスタコーヴィチが『日本の詩人の詞による6つのロマンス』を作曲している。

## 作曲の経緯
当時のフランスでは東洋趣味が広い人気を呼び、モーリス・ドラージュが日本の小物や版画で飾りたてた小さな博物館のような部屋を持っているのをストラヴィンスキーは見て深く印象づけられた。ストラヴィンスキーもウスティルーフの自宅の壁を日本の版画などで飾っていた。1912年に日本の詩の翻訳を読んで、日本の絵画や版画に似ているという印象を受け、そのいくつかを作曲した。
10月19日にスイスのクラランスで第1曲「赤人」のピアノ伴奏版を完成した後、ストラヴィンスキーはベルリンで公演中のバレエ・リュスを訪れた。このとき初めてシェーンベルクに会い、12月8日に聴いた『月に憑かれたピエロ』に印象づけられた。
スイスに戻って12月18日に第2曲「当純」を室内楽伴奏で書いたが、この曲の管弦楽法には『月に憑かれたピエロ』の影響が見られる。1913年1月22日に第3曲「貫之」を追加した。この曲はシェーンベルク的ではなく、『春の祭典』に近い。
1913年春、セルゲイ・ディアギレフからの依頼でムソルグスキー『ホヴァーンシチナ』の編曲をモーリス・ラヴェルとともに行っていたとき、ストラヴィンスキーは『3つの日本の抒情詩』をピアノで弾いてみせた。ラヴェルはすぐにその構想を把握し、自らも『マラルメによる3つの詩』を作曲した。

## 内容
ソプラノの独唱による。伴奏はピアノによるものと、室内楽によるものの2種類がある。後者はフルート2（2番はピッコロ持ち替え）、クラリネット2（2番はバスクラリネット持ち替え）、ピアノ1および弦楽四重奏からなる。
全部で3つの曲からなる。いずれも春の歌だが、これはブラント訳がハンス・ベートゲによるドイツ語訳『日本の春』(Japanischer Frühling、1911)にもとづいていることによる。歌詞はドラージュによってフランス語に翻訳された。
演奏時間は全部あわせて約3分と、非常に短い曲である。
1. Akahito（山部赤人）- Moderato。『日本の抒情詩』19番、万葉集8.1426「我が背子に見せむと思ひし梅の花それとも見えず雪の降れれば」にもとづく。モーリス・ドラージュに捧げる。
2. Mazatsumi（源当純[12]）- Vivo。『日本の抒情詩』54番、古今和歌集12「谷風にとくる氷のひまごとにうち出づる浪や春の初花」にもとづく。フローラン・シュミットに捧げる。
3. Tsaraïuki（紀貫之）- Tranquillo。『日本の抒情詩』58番、古今和歌集59「桜花さきにけらしなあしひきの山のかひより見ゆる白雲」にもとづく。モーリス・ラヴェルに捧げる。

なお、貫之の名前のつづりがおかしいのはフランス語訳の時に誤ったものと思われる（ロシア語原詩では正しい）。当純はロシア語でもおかしいが、ベートゲのドイツ語訳では「Masazumi」となっており、これをドイツ語式に読んだものらしい。
調性ははっきりせず、この点もシェーンベルク的と指摘されることがある。ホワイトはむしろ『夜鳴きうぐいす』3幕との類似を指摘する。

## 初演
『3つの日本の抒情詩』は1914年1月14日にパリの独立音楽協会で、ラヴェルの『マラルメによる3つの詩』およびドラージュの『4つのインドの詩』と同時に初演され、ガリナ・ニキティナが歌った。ラヴェルの最初の案では『月に憑かれたピエロ』も同時に演奏する予定だったが、これは実現しなかった。
夫人の出産およびその後の結核の再発と重なったためにストラヴィンスキーは初演に立ちあうことができなかった。
モスクワではその9日後に初演された。フランスではかなり好評を博したが、ロシアでは強く批判された。とくにロシア語のリズムを完全に無視して、ほとんどすべての音節を同じ長さで歌っている点がロシア国内では強い拒絶にあった。ストラヴィンスキーによればこれは意図的なもので、日本語にはロシア語のような強勢が存在せず、音節は常に母音で終わるため、日本の詩では句の長さのみが意味をなし、それを音楽にも反映させようとしたのだった。

## 関連文献
- 高橋健一郎「ストラヴィンスキーのジャポニスム再考」『文化と言語：札幌大学外国語学部紀要』第83号、2015年、111-132頁。